# Estasi (singolo)
Estasi è un singolo della cantautrice italiana Gaia, pubblicato il 24 marzo 2023.

## Accoglienza
Mattia Marzi di Rockol definisce il brano musicalmente «funk anni '70, un po' pop, con sfumature elettroniche» definendo la cantante «sensuale». Giuditta Avellina di GQ Italia descrive il brano dalle «godibilissime sfumature elettropop» il cui testo è una riflessione sullo «spogliarsi da ogni costrizioni e mirando dritta alla propria intima essenza» attraverso «un elogio al tempo trascorso per sé» e di «protendere per i suoi desideri più remoti e inconfessabili». Gabriele Fazio dell'Agenzia Giornalistica Italia afferma che il brano risulti «ottimamente bilanciato» tra «la freddezza e l'efficacia» delle sonorità elettroniche e «il calore e la morbidezza della sensualità» della voce della cantante.
Alberto Muraro di All Music Italia afferma che il brano contiene «le sfaccettature della multiculturalità di Gaia» attraverso «una dimensione di leggerezza» e «una continua sperimentazione, inedita per il nostro panorama musicale». Per il medesimo sito Fabio Fiume assegna al brano un punteggio di 6,5 su 10, trovando Gaia «molto meno personale» rispetto ai precedenti brani, ritenendo che «resta solo il colore della sua voce», anche se tuttavia ritiene che Estasi possa conferire alla cantante «un riposizionamento commerciale».

## Promozione
La cantautrice si è esibita con il brano nel corso della puntata del 22 aprile 2023 del talent show Amici di Maria De Filippi. Pur non essendo mai entrato nella Top100 singoli, Estasi ha ricevuto un positivo riscontro radiofonico piazzandosi alla 50ª posizione dei brani più ascoltati in radio nel 2023.

## Video musicale
Sebbene non sia stato realizzato alcun video ufficiale per il singolo, in concomitanza con la sua uscita è stato reso disponibile un visual diretto da Alessandro Treves attraverso il canale YouTube della cantante.

## Tracce
Testi di Gaia Gozzi, Viviana Colombo e Daniele Fossatelli, musiche di Gaia Gozzi, Viviana Colombo, Benjamin Ventura, Daniele Fossatelli, Federico Mercuri, Giordano Cremona, Eugenio Maimone e Leonardo Grillotti.
1. Estasi – 2:40